# Yak-40 (航空機)
ヤコヴレフ Yak-40
ヴォルガ・ドニエプル航空のYak-40
- 用途：旅客機
- 分類：リージョナルジェツト
- 製造者：A・S・ヤコヴレフ記念試作設計局
- 運用者

  - モトル・シチ航空（英語版）[1]
  - セヴェルスタリ航空（英語版）[2]
  - ヴォログダ・アヴィエーション・プライズ（英語版）[3]
  - アエロフロート・ロシア航空
- 初飛行：1966年10月21日
- 生産数：1,011機
- 運用開始：1968年9月
- 運用状況：運用中
- ユニットコスト：100万USドル[4]

Yak-40（ロシア語:Як-40ヤーク・ソーラク）は、ソ連のヤコヴレフ設計局が、リスノフ Li-2などが就航していたローカル路線のジェット化を目指して開発・製造した短距離用3発ジェット旅客機である。

## 概要
ボーイング727のように、3つのエンジンを機体後部に設置したリアジェット（機体後部にエンジンを設置した）レイアウトで、しかも主翼が直線翼のために、ターボプロップ機並みの巡航速度(550km/h)しか出ない。
しかし、30席クラスと小型の地域路線、しかも不整地のローカル空港からのSTOL離着陸を考慮した高性能機体であったため、燃費や騒音を気にしない東側諸国の多くの航空会社で運用され、1976年の生産終了までに旅客型としておよそ800機（軍用はおよそ200機）が生産された。なお、各種の軍事用機体もあるほか大型化してほとんど新設計となったYak-42もある。
設備が整っていない地方空港への乗り入れを考慮して、後部に引き込み式タラップ（エアステア）を備えていて、ボーディング・ブリッジや外付けタラップが無くても乗り降りが出来るようになっている。
西側諸国では珍しくソ連製Yak-40を運用した航空会社もあり、また1978年には、アメリカ合衆国のICXエビエーションがソ連の輸出公社「Aviaexport」と、西側の電子機器とエンジンをTFE-731-3に換装した改良型を「X-Avia LC-3」としてオハイオ州ヤングストンでライセンス生産する計画があり、仮契約をしたが計画は頓挫した。

## 派生型
- Yak-40
- Yak-40EC
- Yak-40M
- Yak-40TL

## 日本への就航
日本の航空会社は運用したことはないが、ロシアのウラジオストク航空が日本の富山 - ウラジオストク便（20席）に使用していた。日本の国際航空路線では最小のジェット旅客機であったが、2010年12月24日をもって運休となった。

## 運用国

### 軍用
- ブルガリア - ブルガリア空軍が要人輸送機として運用[7]。退役済み[8]。
- マダガスカル - 2023年時点で、マダガスカル空軍が2機のYak-40を保有している[9]。